# Crepidium reineckeanum
Crepidium reineckeanum är en orkidéart som först beskrevs av Friedrich Fritz Wilhelm Ludwig Kraenzlin, och fick sitt nu gällande namn av Mark Alwin Clements och David Lloyd Jones. Crepidium reineckeanum ingår i släktet Crepidium, och familjen orkidéer. Inga underarter finns listade i Catalogue of Life.